# Campionato europeo di pallanuoto 1995 (maschile)
La XXIIª edizione del campionato europeo di pallanuoto si è disputata dal 18 al 27 agosto 1995, nel contesto dei campionati europei di nuoto di Vienna.
La formula del torneo prevedeva due successive fasi a giorni, al termine delle quali le prime classificate si sono qualificate per le semifinali.

I campioni continentali in carica dell'Italia hanno confermato il titolo conquistato due anni prima a Sheffield, battendo nuovamente l'Ungheria in finale.

## Squadre partecipanti
GRUPPO A
- Paesi Bassi
- Spagna
- Ucraina

GRUPPO B
- Austria
- Croazia
- Ungheria

GRUPPO C
- Bulgaria
- Romania
- Russia

GRUPPO D
- Germania
- Grecia
- Italia

## Prima fase

### Gruppo A
|    | Squadra     | Punti | G | V | N | P | GF | GS | DR |
| -- | ----------- | ----- | - | - | - | - | -- | -- | -- |
| 1. | Spagna      | 4     | 2 | 2 | 0 | 0 | 17 | 12 | +5 |
| 2. | Ucraina     | 2     | 2 | 1 | 0 | 1 | 16 | 14 | +2 |
| 3. | Paesi Bassi | 0     | 2 | 0 | 0 | 2 | 13 | 20 | -7 |

- 18 agosto

| Spagna | 7 – 6 | Ucraina |

- 19 agosto

| Spagna | 10 – 6 | Paesi Bassi |

- 20 agosto

| Ucraina | 10 – 7 | Paesi Bassi |

### Gruppo B
|    | Squadra  | Punti | G | V | N | P | GF | GS | DR  |
| -- | -------- | ----- | - | - | - | - | -- | -- | --- |
| 1. | Ungheria | 4     | 2 | 2 | 0 | 0 | 31 | 5  | +26 |
| 2. | Croazia  | 2     | 2 | 1 | 0 | 1 | 31 | 13 | +18 |
| 3. | Austria  | 0     | 2 | 0 | 0 | 2 | 2  | 46 | -44 |

- 18 agosto

| Ungheria | 20 – 0 | Austria |

- 19 agosto

| Croazia | 26 – 2 | Austria |

- 20 agosto

| Ungheria | 11 – 5 | Croazia |

### Gruppo C
|    | Squadra  | Punti | G | V | N | P | GF | GS | DR  |
| -- | -------- | ----- | - | - | - | - | -- | -- | --- |
| 1. | Russia   | 4     | 2 | 2 | 0 | 0 | 28 | 15 | +13 |
| 2. | Bulgaria | 1     | 2 | 0 | 1 | 1 | 14 | 18 | -4  |
| 3. | Romania  | 1     | 2 | 0 | 1 | 1 | 9  | 18 | -9  |

- 18 agosto

| Russia | 14 – 10 | Bulgaria |

- 19 agosto

| Russia | 14 – 5 | Romania |

- 20 agosto

| Bulgaria | 4 – 4 | Romania |

### Gruppo D
|    | Squadra  | Punti | G | V | N | P | GF | GS | DR |
| -- | -------- | ----- | - | - | - | - | -- | -- | -- |
| 1. | Italia   | 4     | 2 | 2 | 0 | 0 | 19 | 13 | +6 |
| 2. | Germania | 2     | 2 | 1 | 0 | 1 | 15 | 18 | -3 |
| 3. | Grecia   | 0     | 2 | 0 | 0 | 2 | 15 | 18 | -3 |

- 18 agosto

| Italia | 9 – 7 | Grecia |

- 19 agosto

| Italia | 10 – 6 | Germania |

- 20 agosto

| Germania | 9 – 8 | Grecia |

## Seconda fase

### Gruppo E
|    | Squadra  | Punti | G | V | N | P | GF | GS | DR  |
| -- | -------- | ----- | - | - | - | - | -- | -- | --- |
| 1. | Ungheria | 6     | 3 | 3 | 0 | 0 | 45 | 30 | +15 |
| 2. | Germania | 4     | 3 | 2 | 0 | 1 | 33 | 33 | 0   |
| 3. | Spagna   | 2     | 3 | 1 | 0 | 2 | 36 | 29 | +5  |
| 4. | Bulgaria | 0     | 3 | 0 | 0 | 3 | 17 | 39 | -22 |

- 21 agosto

| Ungheria | 14 – 7  | Bulgaria |
| Germania | 11 – 10 | Spagna   |

- 22 agosto

| Ungheria | 13 – 11 | Spagna   |
| Germania | 10 – 5  | Bulgaria |

- 23 agosto

| Ungheria | 18 – 12 | Germania |
| Spagna   | 15 – 5  | Bulgaria |

### Gruppo F
|    | Squadra | Punti | G | V | N | P | GF | GS | DR  |
| -- | ------- | ----- | - | - | - | - | -- | -- | --- |
| 1. | Italia  | 5     | 3 | 2 | 1 | 0 | 32 | 24 | +8  |
| 2. | Croazia | 4     | 3 | 1 | 2 | 0 | 29 | 23 | +6  |
| 3. | Russia  | 3     | 3 | 1 | 1 | 1 | 30 | 26 | +4  |
| 4. | Ucraina | 0     | 3 | 0 | 0 | 3 | 23 | 41 | -18 |

- 21 agosto

| Croazia | 14 – 8 | Ucraina |
| Italia  | 11 – 9 | Russia  |

- 22 agosto

| Croazia | 7 – 7  | Russia  |
| Italia  | 13 – 7 | Ucraina |

- 23 agosto

| Italia | 8 – 8  | Croazia |
| Russia | 14 – 8 | Ucraina |

### Gruppo 9º-12º posto
|    | Squadra     | Punti | G | V | N | P | GF | GS | DR  |
| -- | ----------- | ----- | - | - | - | - | -- | -- | --- |
| 1. | Grecia      | 6     | 3 | 3 | 0 | 0 | 33 | 18 | +15 |
| 2. | Paesi Bassi | 4     | 3 | 2 | 0 | 1 | 41 | 19 | +22 |
| 3. | Romania     | 2     | 3 | 1 | 0 | 2 | 34 | 30 | +4  |
| 4. | Austria     | 0     | 3 | 0 | 0 | 3 | 15 | 56 | -41 |

- 21 agosto

| Grecia  | 7 – 6  | Paesi Bassi |
| Romania | 18 – 7 | Austria     |

- 22 agosto

| Paesi Bassi | 21 – 3 | Austria |
| Grecia      | 9 – 7  | Romania |

- 23 agosto

| Paesi Bassi | 14 – 9 | Romania |
| Grecia      | 17 – 5 | Austria |

## Fase finale

### Semifinali
- 25 agosto

| Ungheria | 11 – 8 | Croazia  |
| Italia   | 10 – 9 | Germania |

- 25 agosto - 5º/8º posto

| Spagna | 16 – 6 | Ucraina  |
| Russia | batte  | Bulgaria |

### Finali
- 26 agosto — 7º posto

| Ucraina | 9 – 7 | Bulgaria |

- 26 agosto — 5º posto

| Spagna | 10 – 7 | Russia |

- 27 agosto — Finale per il Bronzo

| Croazia | 10 – 11 | Germania |

- 27 agosto — Finale per l'Oro

| Ungheria | 8 – 10 | Italia |

## Classifica finale
| Pos. | Squadra     |
| ---- | ----------- |
|      | Italia      |
|      | Ungheria    |
|      | Germania    |
| 4    | Croazia     |
| 5    | Spagna      |
| 6    | Russia      |
| 7    | Ucraina     |
| 8    | Bulgaria    |
| 9    | Grecia      |
| 10   | Paesi Bassi |
| 11   | Romania     |
| 12   | Austria     |

## Fonti
- (EN) Todor66.com - Sport statistics Archive, su todor66.com.